# Dactylochelifer vtorovi
Dactylochelifer vtorovi är en spindeldjursart som beskrevs av Volker Mahnert 1977. Dactylochelifer vtorovi ingår i släktet Dactylochelifer och familjen tvåögonklokrypare. Inga underarter finns listade i Catalogue of Life.